# Play (film 2005)
Play è un film del 2005 diretto da Alicia Scherson.